# Quilapayún
Quilapayún (du mapuche quila, trois et payún, barbe) est un groupe de musique chilien créé à Santiago en 1965. Ce groupe mélange dans ses chansons des instruments traditionnels andins à des paroles poétiques ou politiquement engagées. Le groupe a produit 35 albums et effectué des tournées dans plus de 40 pays, particulièrement en France où les membres du groupe se sont notamment exilés lors de la période dictatoriale au Chili. Ils sont notamment connus pour El pueblo unido jamás será vencido, composée en 1973.
Les Quilapayún ont également travaillé ou collaboré avec de multiples personnalités, telles que Victor Jara, Mikis Theodorakis, Jean-Louis Barrault, Jane Fonda, Mercedes Sosa, Daniel Mesguich, Catherine Ribeiro, le groupe Inti-Illimani, Roberto Matta, Julio Cortázar, etc.

## Histoire

### Débuts (1965-1970)
Le groupe Quilapayún naît en 1965, fondé par Julio Numhauser, Eduardo et Julio Carrasco. À leurs débuts, ils sont aidés par Angel Parra et se présentent dans la  célèbre Peña, sorte de café concert fondé par Angel et sa sœur Isabel.
En 1966, le groupe obtient le Premier Prix au 1er festival national de folklore « Chili multiple », Victor Jara devient leur directeur artistique et ils enregistrent leur premier album, « Quilapayún ».
En 1969, le groupe décide de marquer un virage artistique : d'abord, avec l'enregistrement de X Vietnam, dans lequel ils adoptent le style qui fera d'eux un paradigme de la chanson populaire révolutionnaire ; puis, avec la rencontre du compositeur Luis Advis qui va composer pour eux la « Cantata Santa Maria de Iquique », album-concept tiré du massacre des ouvriers à Iquique en 1907,.

### L'Unité populaire et nomination comme ambassadeur culturel du Chili (1970-1973)
En incluant les thèmes des préoccupations sociales et politiques du moment, Quilapayún se retrouve au premier plan de l’actualité politique. Le groupe s'implique à l'Élection présidentielle de 1970, d'abord en appuyant la candidature de Pablo Neruda, puis en appuyant activement la campagne victorieuse de Salvador Allende.
Par la suite, le groupe est nommé en 1972 ambassadeur culturel du Chili par le président de la république, Salvador Allende. Quilapayún devient une figure de proue de la Nueva Cancion chilienne dans le monde.
En pleine période de polarisation politique, le soutien du groupe au gouvernement déclenche une polémique lors de son passage au Festival de Vina del Mar en février 1973. La tension au moment où ils jouent oblige les organisateurs à annuler la première partie du concours. Eduardo Carrasco, membre de Quilapayún présent au festival, a déclaré qu'avant le concert du groupe, les opposants au gouvernement Allende «distribuaient des brochures [...] appelant à nous couper la tête», ce qui a contribué à entretenir un climat d'agressivité.

### Exil politique en France (1973-1988)
La même année, après avoir participé à une immense manifestation de soutien au gouvernement d'Allende, le groupe part en tournée européenne en fin août, avec deux principaux rendez-vous le 9, à la Fête de l’Humanité et le 15 à l’Olympia. Quilapayún devait rentrer le 24 septembre mais l’histoire en décidera autrement: Le gouvernement d'Allende est renversé le 11 septembre par un coup d'État  mené par Pinochet. De proches collaborateurs du groupe seront emprisonnés, exilés de force, voire assassinés par le régime, dont Victor Jara, assassiné le 16 septembre au Stade National de Santiago par les militaires chiliens et Pablo Neruda s’éteint le 23 dans des circonstances troubles,.
Le groupe, qui était au même moment en France, demande l'asile politique à ce pays. À partir de 1973, ils réalisent une cinquantaine de prestations en France, Allemagne, Suède, Pays-Bas et Algérie. Quinze ans d’exil commencent ainsi, au cours desquels ils enregistrent une vingtaine d'albums originaux, ainsi que quelques compilations et albums live. Ils se produiront dans plus de trente pays. L'année 1988 marque le retour de la démocratie au Chili après le référendum et met fin à leur exil.

### Fin de l'Exil et scission (1988-présent)

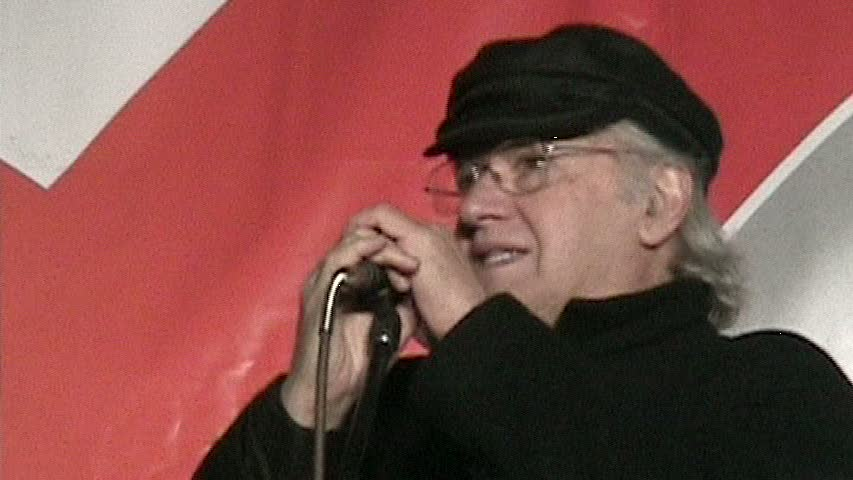
Eduardo Carrasco lors d'un concert à Santiago du Chili en juin 2009.

De 1991 à 2001, le groupe connaît des changements. Quelques membres retournent au Chili pour essayer d'établir des conditions permettant de renforcer l'activité du groupe qui se trouve très affaiblie.
Le membre le plus charismatique du groupe, Willy Oddo, meurt assassiné à Santiago le 07 novembre 1991.
Les années 1990 marquent une chute sévère du nombre de prestations, une véritable crise qui oblige ses membres à chercher d'autres moyens de subsistance.
En 2002, à la suite de divers désaccords et litiges administratifs, le groupe s’est scindé en deux et une procédure a été entamée par Hernan Gomez auprès des tribunaux en France et par Eduardo Carrasco au Chili contre le dépôt de la marque « Quilapayún » entrepris par Rodolfo Parada, en France, en Espagne et au Chili.
En 2003, après la scission, Rodolfo Parada forme un nouveau groupe en France associé aux musiciens du groupe Ortiga qui résident en Allemagne. Ils se produiront principalement en Espagne. En septembre, Quilapayún, alors formé par Carrasco, Quezada, Gomez, Lagos, Garcia et Venegas rejoints par Ismael Oddo, réalise une tournée avec la reprise de la Cantate de Santa María de Iquique au Chili. Ils sont également invités par la Fondation Salvador Allende à participer à un grand concert à la mémoire de Salvador Allende, avec la participation d’artistes venus de plusieurs pays. Suivent d’autres concerts en Grande-Bretagne, Belgique, France, Équateur, Argentine, Pays-Bas, Italie et Pérou.
Ils se produisent en 2005 au Trianon à Paris et au Paradiso d'Amsterdam, en 2006 à la Cigale. En 2007, leur nouveau CD « Siempre » sort en Amérique latine et ils réalisent une tournée au Chili en mémoire des événements qui inspirèrent la Cantata de Santa Maria de Iquique. En 2008, Quilapayún tourne dans le Sud-Ouest de la France en interprétant la Cantata avec le concours de Daniel Mesguich.
En 2004, à la suite de la procédure entamée en 2003, la Oficina de Marcas du Chili annule le dépôt de la marque entrepris par Rodolfo Parada dans ce pays et le 5 décembre 2007, la 4e chambre de la cour d’appel de Paris l'annule également et interdit à Patricio Castillo, Rodolfo Parada et Patricio Wang d’utiliser le nom « Quilapayún », ces derniers pouvant néanmoins se prévaloir du titre d’anciens membres. Cette décision a été confirmée par la Cour de cassation le 11 juin 2009.
Le 30 septembre 2009, les Quilapayún se produisent à Paris au Théâtre du Châtelet, concert en hommage à Victor Jara au cours duquel sont présentées de nouvelles chansons. D'après le site du groupe, 201 prestations dans 14 pays, principalement en Europe et aux Amériques, ont été réalisées entre 2003 et 2012.
En juillet 2015, la carrière du groupe atteint sa 50e année avec un bilan de 25 disques originaux, 6 dvd, un grand nombre de compilations et environ 2 200 prestations publiques, ainsi que 14 récompenses prestigieuses[réf. nécessaire].
Le 11 novembre de cette même année, à la suite de la procédure entamée par Carrasco et Gomez en 2003, ils obtiennent officiellement la marque Quilapayún auprès de l'office de marques du Chili (INAPI). Désormais le groupe fondé par Parada et Wang en France n'a plus le droit de se produire au Chili sous le nom de Quilapayún.
Le 13 juin 2017, Quilapayún est distingué par la Société Chilienne des Auteurs et Compositeurs (SCD) avec le titre de Figura Fundamental de la música chilena. Le 4 décembre, Hernan Gomez est à son tour distingué par la SCD pour ses 50 ans de carrière artistique. Peu après, le 19 décembre, le groupe dirigé par Carrasco reçoit le Prix du Président de la République du Chili des mains de Michelle Bachelet.
Un autre fait marquant est le registre en leur faveur des Quilapayun mené par Carrasco en date du 18 août 2020, par une résolution émanant  de l’Office de Propriété Intellectuelle de l’Union Européenne (EUIPO) le 10 février 2020 dans le conflit qui les a opposé à Rodolfo Parada durant toutes ces années.

## Membres de Quilapayún
- Membres historiques
  - Fondateur Eduardo Carrasco : instruments à vent et chant
  - Depuis 1966 Carlos Quezada : percussion et chant
  - Depuis 1973 Guillermo García : guitare et chant
  - Depuis 1968 Hernán Gomez : guitare, charango et chant
  - Depuis 1972 Hugo Lagos : guitare, quena, zampoña, et chant
  - Depuis 1978 Ricardo Venegas Carhart : chant, quena et basse
  - Guillermo Oddo, dit Willy. Rejoint le groupe en 1967. Décédé en 1991 à Santiago
- Membres plus récents
  - Depuis 2003 Ismael Oddo (fils de Willy Oddo) : claviers, guitare et chant
  - Depuis 2004 Sebastian Quezada (fils de Carlos Quezada) : percussion et chant
  - Depuis 2007 Ricardo Venegas (fils) : Basse et chant
  - Depuis 2009 Fernando Carrasco : guitare, charango, quena et chant
  - Mario Contreras
- Anciens membres[12]
  - Rodolfo Parada
  - Patricio Wang
  - Patricio Castillo

## Discographie

### Albums studio
- 1966 : Quilapayún
- 1967 : Canciones Folklóricas de América (Quilapayún & Víctor Jara)
- 1968 : X Vietnam
- 1968 : Quilapayún Tres
- 1969 : Basta
- 1970 : Quilapayún Cuatro
- 1970 : Cantata Santa María de Iquique (Quilapayún & Héctor Duvauchelle)
- 1971 : Vivir como él
- 1972 : Quilapayún Cinco
- 1973 : La Fragua (Texto & Músic by Sergio Ortega)
- 1975 : El pueblo unido jamás será vencido
- 1975 : Adelante
- 1976 : Patria
- 1977 : La Marche et le Drapeau
- 1978 : Cantata Santa María de Iquique (Nueva versión) (Quilapayún & Jean-Louis Barrault)
- 1979 : Umbral
- 1980 : Alentours
- 1980 : Darle al otoño un golpe de ventana...
- 1982 : La revolución y las estrellas
- 1984 : Tralalí Tralalá
- 1987 : Survarío
- 1988 : Los tres tiempos de América (Quilapayún + Paloma San Basilio)
- 1992 : Latitudes
- 1999 : Al horizonte
- 2005 : La Vida contra la Muerte (Inédit)
- 2006 : La fuerza de la Historia
- 2007 : Siempre
- 2009 : Solistas
- 2012 : Absolumente Quilapayun
- 2014 : Encuentros

### Albums live
- 1974 : El pueblo unido jamás será vencido (Yhtenäistä Kansaa Ei Voi Koskaan Voittaa) (live 1973)
- 1977 : Enregistrement public
- 1983 : Quilapayún en Argentina
- 1985 : Quilapayún en Argentina Vol II (live 1983)
- 1989 : Quilapayún en Chile
- 2004 : El reecuentro (live 2003)
- 2005 : Inti+Quila (live 2004)
- 2012 : Homenaje a Victor Jara (live 2009)
- 2015 : 50 Años
- 2018 : Quilapayún Sinfónico (live 2016)

### Compilations
- 1983 : Quilapayún chante Neruda
- 1998 : Antología 1968-1992
- 2000 : Quilapayún Canta a Pablo Neruda, Vicente Huidobro, García Lorca y Grandes Poetas (compilation publiée par Warner Music Chile S.A.[13])